# 申命記
《申命記》或譯《申命紀》
，是《圣经》全书也是《希伯来圣经》的第5本书。這本書含有對耶和華的百姓發出的有力信息。在曠野流浪了40年之後，以色列的子孫正站在應許之地的門檻上。在这个时候，摩西写下此书来阐述他們的前景。他們在約旦河的對岸會遭遇的困難和摩西向百姓提出最後訓示。

## 名称由来
“申命記”这一说法（英文：Deuteronomy）來自希臘文《七十士譯本》的書名狄特羅諾米安（Deu·te·ro·no′mi·on）；這字是由狄特羅斯（deu′te·ros），意即“第二”，與諾模斯（no′mos），意思是“律法”，這兩個詞所組成的。因此它的意思便是“第二份律法；重申律法”。這個字來自希臘譯文，譯自申命記17：18的希伯來文片語米殊尼·哈托拉（mish·neh′ hat·toh·rah′），正確地譯作“律法的抄本”。不論申命記這個名字含有什麽意思，這本聖經小書卻並不是第二份律法或僅是重申律法而已；反之，它闡明律法，規勸以色列人要在他們即將進入的應許之地繼續愛戴耶和華和服從他。（《申命記》第1章第5节参）

## 寫作背景
申命記是耶和华與以色列人所立之約的申述；在以色列人進入迦南地前，摩西以領袖的身份，向以色列人陳述律法及約的關係，好使在以色列人在所賜他們為業的地方，能敬虔度日，與崇拜偶像的異族有所分別，成為聖潔的選民。
申命記是以色列人生活行為的權威，指引根源，默想的中心，並後代教育的支柱。它不單是神與人之間的律例規範，也是人際間的共有準則，更是選民應有的歷史方面。
那些要進入迦南地的以色列人，因有親身經歷過紅海及西奈山之立約，所以在進入迦南展開爭戰，面對誘惑及過新生活之前，必須認定耶和華神在歷史中的作為，律法及大能，然後才能在新領袖約書亞帶領下確立信心。
犹太教传统认为申命記作者是摩西，以先知的身份申述：公義守約的神必把流奶與蜜之地賜予聽從並遵行律法之人，就好像耶和華賜福列祖堅固他們的產業一樣；但那背信違約的人，耶和華神必懲治並從民中剪除。这一传统被12世纪犹太学者迈蒙尼德列入犹太教传统信条之一。不过，几乎所有现代学者和大多数现代基督教和犹太教学者否定了摩西为申命記作者这一说法，并且把该书的创作时间大大推迟至公元前7世纪至5世纪之间。作者不止一人，很可能是利未人，其社会和经济地位在本书中有所体现。
该书第12章至26章是该书最早创作的部分。这一观点最早由德国学者威廉·马丁·勒贝里希特·德·威特于1805年提出，大多数学者已认定该部分创作于公元前7世纪希西家推行宗教改革期间。5到11章、1到4章及其他部分在此之后先后完成。

## 發現傳說
根據列王紀下第22章的記載，約西亞作為耶路撒冷王第18年的時候，因為要修理聖殿，大祭司希勒家於過程中發現到了一本律法書，並讓人讀給約西亞聽。約西亞聽了之後大為震撼，認為現下以色列受災禍的原因，便是忘了這律法書的內容與盟約，且大量的違反。而根據現代學者的研究，這本律法書很可能就是申命記。同時申命記的創作乃是一群奉行“唯耶和華獨尊之運動”（Jahwae-allein-Bewegung）人群的作品與聲明。透過申命記的創作，讓以色列人從原先的多神但耶和華擁有至高地位的信仰，轉變成為完全只獨尊奉耶和華的信仰。

## 其它内容引用
希伯來文聖經中被基督教希臘文新约聖經引用得最多的四本書之一，其餘三本是創世記、詩篇及以賽亞書。這樣的引述共有83句；在基督教希臘文聖經中，只有六本書沒有間接提及申命記。
在四福音书中，耶穌多次引用申命记的内容。當耶穌开始传道的時候，他一連三次遭受魔鬼試探，他回答時總是説：“經上記着説”。就是記在申命記裏。耶穌引用這些經文作為權威：“人活着，不是單靠食物，乃是靠上帝口裏所出的一切話。”“不可試探主——你的上帝。”“當拜主——你的上帝，單要事奉他。”後來，法利賽人以上帝的誡命試探耶穌，他隨即引用《申命記》第6章第5节参説：“這是誡命中的第一，且是最大的。”

## 主題特色

### 憲法
對立國以後的以色列人來說，申命記可說是耶和華權管治的憲法大綱，它的寫作特色是與當時流行的赫人條約的體裁十分相似，即可分為以下五部分：
- 一、遵行
- 二、歷史前言
- 三、主要條例
- 四、祝福與咒詛
- 五、約之延續方案

申命記的重點在於教育百姓，指導他們的宗教意識鞏固他們對上帝的忠誠，使他們不忘作為神恩典選民的地位及責任。

### 强调至高地位
摩西在書裏自始至終均强調耶和華是至高的上帝；耶和華要求百姓對祂作專一的效忠，並且「盡心、盡性、盡力愛祂」。祂是“萬王之王，萬主之主，至大的上帝，大有能力，大而可畏，不以貌取人，也不受賄賂”。祂不會容許人與祂抗衡。服從祂的可得生命，背逆祂的必死亡。耶和華在申命記中所賜的訓示正是以色列人所需要的，足以使他們應付前頭的工作。

## 本書大綱
- 一、遵行（《申命記》第1章第1节至第5节参）
- 二、摩西第一次陳詞——歷史前言（《申命記》第1章第64节参-《申命記》第4章第43节参）
- 三、摩西第二次陳詞——耶和華神的律法（《申命記》第4章第44节参-《申命記》第26章第19节参）
  - 宣告律法的前言， 基本律法。
  - 其他律法，宣告律法的小結。
- 四、摩西第三次陳詞——祝福與咒詛（《申命記》第27章第1节参-《申命記》第29章第1节参）
- 五、摩西第四次陳詞——總結的律例（《申命記》第29章第2节参-《申命記》第30章第20节参）
  - 吩咐忠於聖約。
  - 抉擇的呼召：生命與祝福或死亡與咒詛。
- 六、聖約自摩西傳與約書亞（《申命記》第31章第1节参-《申命記》第34章第12节参）
  - 律法的吩咐與約書亞蒙召。
  - 摩西之歌，摩西死亡的預告。
  - 摩西的祝福。
  - 摩西之死與約書亞之領導。
  - 總結。

## 主要内容
這本書的內容包括摩西在耶利哥城對開的摩押平原上對以色列人發表的幾個演講。第一個演講在第4章完結，第二個演講止於第26章，第三個演講結束於第28章，另一個演講則一直延續至第30章的末了。摩西接着替自己的身後事作妥安排，並且委任約書亞為繼承人，然後他寫了一首優美動人，讚美耶和華的詩歌。他最後祝福以色列的各支派。

### 摩西的第一個演講
（覆盖《申命記》第1章第1节参-《申命記》第4章第49节参）摩西首先回顧耶和華怎樣以忠誠待他的百姓。他吩咐他們佔取應許賜給他們的列祖，亞伯拉罕、以撒、雅各的土地。他追憶耶和華起初如何督導這個神治社會在曠野的艱苦旅途上的一切活動，並且指引他選出一些有智慧、有見識、經驗豐富的男子作千夫長、百夫長、五十夫長和十夫長。耶和華領導以色列民以有組織的方式“經過⋯⋯那大而可怕的曠野”。（《申命記》第1章第19节参）
摩西回想那日探子從迦南帶回不利的報告，百姓因此犯了反叛的罪，埋怨耶和華由於恨他們才把他們從埃及地領出來交在亞摩利人手中。耶和華因他們缺乏信心，聲言除了迦勒和約書亞之外，這個邪惡世代的人連一個都不得見那塊美地。但以色列人竟敢再度悖逆行事，在激動之下擅自攻打敵人，結果亞摩利人如同蜂群一般追趕他們，把他們驅散。
他們轉而在紅海附近的曠野中流浪。在38年之內，那世代曾經參戰的兵丁已悉數死去。 耶和華於是囑咐他們前往奪取亞嫩以北之地，説：“從今日起，我要使天下萬民聽見你的名聲都驚恐懼怕，且因你發顫傷慟。”（《申命記》第2章第25节参）以色列人相繼攻取了西宏的土地以及噩的國境。摩西向約書亞保證，指出耶和華必照樣替以色列人爭戰，助他們征服這一切國家。摩西後來懇求耶和華容他過去，看看約旦河那邊的美地；上帝仍舊拒絶，卻吩咐他委任和勉勵約書亞，使他心堅膽壯。
摩西再三强調上帝律法的重要性，並警告人切不可把誡命加添或删減。不聽命便會招致大禍：“你只要謹慎，殷勤保守你的心靈，免得忘記你親眼所看見的事，又免得你一生、這事離開你的心；總要傳給你的子子孫孫。”（《申命記》第4章第9节参）耶和華在何烈山上以令人懍然生畏的方式宣示十誡，那時他們只聽見聲音，卻看不見形像。現在他們倘若轉而崇拜假神偶像，便會遭受毁滅，正如摩西指出：“因為耶和華你的上帝乃是烈火，是要求專一效忠的上帝。”（《申命記》第4章第24节参）他因愛以色列人的列祖才揀選他們。天上地下再無别的上帝。摩西勸諭人要服從上帝，“使你的日子在耶和華——你上帝所賜的地上得以長久”。（《申命記》第4章第40节参）
這個演講結束後，摩西隨即在約旦河東面設立比悉、拉末及哥蘭城作庇护城。

### 摩西的第二個演講
（覆盖《申命記》第5章第1节参-《申命記》第26章第19节参）這個演講籲請以色列人要聽從耶和華，他在西奈山曾面對面與他們説話。摩西重申律法典章，但同時作出若干必需的調整，以幫助他們適應渡過約旦河後所過的新生活。演講並非僅是把律例典章重述一遍而已，其中的每字每句均顯出摩西的內心充滿了對上帝的熱心和虔誠。他為了整個國家的福利而發言。演講由始至終都大力强調務要遵守律法——必須心悦誠服地遵守而非出於勉强。
首先，摩西重申十誡，叮囑以色列人要緊守這些誡命，不可偏離左右，這樣他們的日子便得以長久，在那地人數也會增多。“以色列人啊！你要聽！耶和華——我們上帝是獨一的主。”（《申命記》第6章第4节参）以色列人必須盡心、盡性、盡力愛他，並且必須教導子孫曉得耶和華在埃及曾經顯示神迹異能。他們不准跟崇拜假神的迦南人通婚。耶和華揀選以色列人，並非因他們的人數衆多，只因耶和華愛他們，又因要守他向他們列祖所起的誓。他們務要遠避鬼魔崇拜的陷阱；要毁滅那地的神像，緊緊倚靠那“大而可畏的上帝”耶和華。（《申命記》第7章第21节参）
耶和華領他們到曠野，苦煉他們40年，教導他們明白人活着不是單靠嗎哪或食物，乃是靠耶和華口裏所出的一切話。在這40年的管教期內，他們的衣服沒有穿破，腳也沒有腫。現在他們即將進入一處豐饒富庶的地方！可是，他們務要提防落入物質主義、自以為義的陷阱，並且要緊記耶和華「賜力量使人富足」，同時會剪除邪惡的列國。（《申命記》第8章第18节参）摩西重提以色列觸怒耶和華的事迹。他們必須緊記耶和華在曠野發烈怒，降瘟疫、烈火，大大擊殺百姓！他們亦必須記得，他們竟墮落到崇拜金牛犢而招惹耶和華的烈怒，以致要重造法版！ 現在他們必須事奉和依附耶和華，他因他們列祖的緣故愛護他們，並且使他們“如同天上的星那樣多”。（《申命記》第10章第22节参）
以色列人務要緊守“一切誡命”，完全服從耶和華，盡心、盡性事奉他。（《申命記》第11章第8节参，《申命記》第11章第13节参）只要他們聽從吩咐，耶和華必然會支持、獎賞他們。此外，他們應當以身作則，悉心教導兒女。擺在以色列衆人面前的選擇十分明確：順從的蒙福，背逆的受禍。他們切不可「事奉别神」。摩西列出具體的律例以指引以色列人前往領受應許之地。這些律例可分為三方面：
- （1）與宗教、崇拜有關的律法；
- （2）涉及公正，政府行政及戰爭的律法；
- （3）影響到百姓的私人及社交生活的律例。

#### 宗教與崇拜
（覆盖《申命記》第12章第1节参-《申命記》第16章第17节参）以色列人進入應許之地時必須把一切偽宗教的遺迹，包括一切大小祭壇、柱像、木偶、神像，都完全除掉。以色列民應當往耶和華上帝為自己選定立名的居所去，歡喜快樂的事奉他。吃肉和祭物的規例也包括再三提醒人不可吃血。“只是你要心意堅定，不可吃血。⋯⋯不可吃血，這樣，你行耶和華眼中看為正的事，你和你的子孫就可以得福。”然後摩西坦率地指責偶像崇拜。以色列民甚至不可涉獵偽宗教。要將叛逆上帝的假預言者治死；叛道者，即使是至愛親朋，甚至是全城的人，也必滅亡。接着是食物中潔淨和不潔淨之例、什一税之例及照顧利未人的若干規例。欠債者、窮人及奴婢均受到律法的保護。至此，摩西重提為了向耶和華感恩而設的節期：“你一切的男丁要在除酵節、七七節、住棚節，一年三次，在耶和華——你上帝所選擇的地方朝見他，卻不可空手朝見。”（《申命記》第16章第16节参）

#### 公正、政府及戰爭
（覆盖《申命記》第16章第18节参-《申命記》第20章第20节参）摩西定下一些牽涉到審判官和官長的律法。公正是非常重要的，因耶和華恨惡賄賂與屈枉正直的事。律例中列明如何確立證據及處理司法案件的正當程序：“要憑兩三個人的口作見證將那當死的人治死；不可憑一個人的口作見證將他治死。”（《申命記》第17章第6节参）演講也列出君王需要遵守的律例。祭司和利未人也要守若干典章。律法指出巫术的事是“耶和華所憎惡”的。（《申命記》第18章第12节参）摩西瞻望長遠的未來，宣布説：“耶和華——你的上帝要從你們弟兄中間給你興起一位先知，像我，你們要聽從他。”可是假先知必被治死。這部分最後論及設立逃城，報血仇，免役者的資格及爭戰之例。

#### 私人及社交生活
（覆盖《申命記》第21章第1节参-《申命記》第26章第19节参）這一部分律例涉及以色列人日常生活的各方面，例如：遇見被殺的人，娶被擄的婦女，長子權，悖逆的兒子，把罪犯掛在木頭上，對待外族人，衛生，放債取利，起誓，離婚，拐帶，借貸，工價及收割莊稼等。杖打男子的限度是40下。牛踹穀時不可籠住牠的嘴。律法也列出娶兄弟遺孀之例。當用公平的法碼，因耶和華憎惡欺詐的行為。
臨結束這個熱誠的演講之前，摩西重提亞瑪力人趁以色列人出埃及疲乏困倦之際從後偷襲他們一事，因此摩西吩咐以色列人“要將亞瑪力的名號從天下塗抹了”。（《申命記》第25章第19节参）一旦進入應許之地，他們必須歡歡喜喜，將地上初熟的土産及一切土産的十分之一奉獻給耶和華，並要感謝説：“求你從天上、你的聖所垂看，賜福給你的百姓以色列與你所賜給我們的地，就是你向我們列祖起誓賜我們流奶與蜜之地。”（《申命記》第26章第15节参）他們若盡心盡性地緊守這些誡命，耶和華必然會盡他的分，使他們得稱讚、美名、尊榮，超乎所造的萬民之上，並照所應許的，使他們歸耶和華上帝為聖潔的民。（《申命記》第26章第19节参）

### 摩西的第三個演講
（覆盖《申命記》第27章第1节参-《申命記》第28章第68节参）以色列的衆長老和祭司聚集起來聆聽摩西的演講，他詳述耶和華如何咒詛悖逆的人及賜福給忠貞的人。演講提出嚴重的警告，指出不忠會招致什麽可怕的結果。上帝的聖民以色列若留意聽從耶和華他們上帝的話，就必蒙大福，天下萬民都必曉得耶和華的名與他們同在。但他們若不聽耶和華的話，他便會使“咒詛、擾亂、責罰”臨到他們。（《申命記》第28章第20节参）他們必受災病、乾旱及饑荒所打擊；仇敵會起來攻擊和奴役他們，他們必分散各處，在所要進去的地上必被拔除。他們若不謹守遵行“這書上所寫律法的一切話，敬畏耶和華上帝可榮可畏的名”，更大更重的詛咒就必然會臨到他們身上。（《申命記》第28章第58节参）

### 摩西的第四個演講
（覆盖《申命記》第29章第1节参-《申命記》第30章第20节参）耶和華在摩押地與以色列人立約。正如摩西所重申及説明一般，這約將律法包括在內，能够指引以色列人進入應許之地。這個約及上帝所起的誓提醒以色列人必須負起他們的義務。最後，摩西呼天喚地向百姓作見證，將生死禍福陳明在他們面前，接着他勸勉説：“所以你要揀選生命，使你和你的後裔都得存活。且愛耶和華——你的上帝，聽從他的話，專靠他；因為他是你的生命。你的日子長久，也在乎他。這樣，你就可以在耶和華向你列祖亞伯拉罕、以撒、雅各起誓應許所賜的地上居住。”（《申命記》第30章第19节至第20节参）

### 約書亞受委任，摩西之歌
（覆盖《申命記》第31章第1节参-《申命記》第32章第47节参）第31章描述摩西將律法寫下來，並指示百姓要經常公開誦念律法書，然後他委任約書亞，吩咐他要剛强壯膽。摩西接着寫了一首紀念歌，並且也把律法寫完了，於是安排將律法書放在耶和華上帝的約櫃旁。摩西將這首歌的內容説給全會衆聽，以此作最後的勉勵。
這首摩西之歌開始顯明他的教訓的真正來源：“我的教訓要淋漓如雨；我的言語要滴落如露，如細雨降在嫩草上，如甘霖降在菜蔬中。我要宣告耶和華的名。”將大德歸與“我們的上帝”及“磐石”（《申命記》第32章第2节至第4节参），宣述他的完美作為，使人知道他行事無不公平、忠信無偽，又公義又正直。以色列人行事邪僻，羞辱上帝，忘記了耶和華曾在曠野中野獸吼叫的荒涼之地環繞他們，保護他們如同保護眼中的瞳人，又如鷹攪動巢窩，展翅接取雛鷹。他稱他們為耶書崙，意即“正直者”，使他們肥壯，但他們竟惹動他的妒恨，轉向假神而成為“心中無誠實的兒女”。（《申命記》第32章第20节参）伸冤報應在耶和華。他操有生殺予奪之權。他若磨鋭他閃亮的刀，手握審判之權，就必報復他的敵人。這一切事應當對他百姓的信心産生强化作用。正如這首歌的高潮所籲請一般：“你們外邦人當與主的百姓一同歡呼。”（《申命記》第32章第43节参）

### 摩西臨終前的祝福
（覆盖《申命記》第32章第48节参-《申命記》第34章第12节参）摩西為他臨終的事提出最後的訓示，但他的神治服務尚未徹底完成。首先，他必須為以色列祝福。他再次顯揚在耶書崙中為王的耶和華，帶領着千千萬萬的聖者。摩西指名祝福各支派，並接着讚美滿有威榮的耶和華：“永生的上帝是你的居所；他永久的膀臂在你以下。”（《申命記》第33章第27节参）最後他懷着衷心的體會對全會衆説：“以色列啊，你是有福的！誰像你這蒙耶和華所拯救的百姓呢？”（《申命記》第33章第29节参）
摩西登上尼波山觀看應許之地之後便死去了。耶和華將他埋葬在摩押地，從那時起一直沒有人知道他的墳墓所在。他雖達120歲的高齡，但“眼目沒有昏花，精神沒有衰敗”。耶和華曾任用他行各樣神迹奇事，因此這本書的最後一章評論説：“以後以色列中再沒有興起先知像摩西的。他是耶和華面對面所認識的。”（《申命記》第34章第7节参，《申命記》第34章第10节参）